# Lomaptera iridescens
Lomaptera iridescens är en skalbaggsart som beskrevs av Heller 1903. Lomaptera iridescens ingår i släktet Lomaptera och familjen Cetoniidae. Inga underarter finns listade i Catalogue of Life.